# Moderator (evangelische Kirchen)
Ein Moderator (lateinisch; von moderare, „mäßigen“, „steuern“, „lenken“) ist im Bereich der evangelischen Kirchen der Inhaber eines Leitungsamtes. Der Begriff ist überwiegend in den evangelisch-reformierten Kirchen gebräuchlich und besonders im englischen Sprachraum verbreiteter als im deutschen.
Das Amt geht auf den Presbyterianismus zurück, der sich im 16. Jahrhundert in den reformierten Kirchen durchsetzte, die nicht staats- bzw. landeskirchlich organisiert waren. Kennzeichen der presbyterianischen Kirchenverfassung ist, dass die Kirche auf mehreren Ebenen durch Gremien von Ältesten und Pastoren geleitet wird. Laut dem Second Book of Discipline der Church of Scotland von 1578 sollte jedes Gremium von einem moderator geleitet werden, der Angelegenheiten einbringt, Stimmen auszählt und die gute Ordnung sichert. Während im Leitungsgremium der örtlichen Gemeinde in der Regel der Gemeindepfarrer ex officio die Sitzungsleitung übernimmt, fungiert auf den höheren Ebenen ein gewähltes Mitglied als Moderator (im Rang eines primus inter pares). Da die Synoden im Allgemeinen nur einmal im Jahr oder noch seltener zusammenkamen, wurde für die Leitung der Kirche zwischen den Synodaltagungen ein weiteres Gremium gebildet, das Synodalpräsidium oder „Moderamen“, das in der Regel aus dem Leiter (moderator) der Synode, seinem Stellvertreter, dem Schriftführer und weiteren Repräsentanten besteht und in monatlichen Sitzungen über laufende Angelegenheiten berät.
In den angelsächsischen reformierten Kirchen werden die Moderatoren der Generalversammlung in der Regel für eine Amtszeit von einem (z. B. Church of Scotland, United Reformed Church, Presbyterian Church in Ireland) oder zwei (z. B. Presbyterian Church (U.S.A.), Presbyterian Church of Aotearoa New Zealand) Jahren gewählt. Wiederwahl ist nicht möglich. Der Moderator oder die Moderatorin repräsentiert in der Regel die Kirche nach außen und hat bisweilen auch weitere Aufgaben in der Administration der Kirche.
Auch in kirchlichen Zusammenschlüssen wird der Vorsitzende eines Gremiums oft moderator genannt, so der moderator des Zentralausschusses als des leitenden Gremiums im Ökumenischen Rat der Kirchen. In Deutschland ist besonders der Moderator des Reformierten Bundes bekannt (seit 2022 Bernd Becker). Auch der Reformierte Kirchenkreis in der Evangelischen Kirche Berlin-Brandenburg-schlesische Oberlausitz wird von einem Moderamen geleitet, dem ein Geistlicher Moderator vorsteht. Ansonsten ist der Begriff in den reformierten und unierten Kirchen im deutschen Sprachraum nicht gebräuchlich; der Vorsitzende einer Synode wird meist als Präses oder Präsident bezeichnet.